# Liste des œuvres publiques à Laval (Mayenne)
 (août 2018).
Si vous disposez d'ouvrages ou d'articles de référence ou si vous connaissez des sites web de qualité traitant du thème abordé ici, merci de compléter l'article en donnant les références utiles à sa vérifiabilité et en les liant à la section « Notes et références ».
 (décembre 2021).
Pour un article plus général, voir Liste des œuvres d'art de la Mayenne.
Cet article vise à recenser les œuvres d'art public à Laval, en France.

## Liste
Les œuvres sont classées par ordre chronologique d'installation, dans la mesure des informations disponibles.

### Sculptures
| Œuvre                                          | Auteur                          | Localisation                                                              | Notes                                                                 | Installation   | Coordonnées                        | Illustration                                             |
| ---------------------------------------------- | ------------------------------- | ------------------------------------------------------------------------- | --------------------------------------------------------------------- | -------------- | ---------------------------------- | -------------------------------------------------------- |
| La Joie,                                       | Louis Derbré                    | Sur la place Jean-Moulin                                                  |                                                                       | 1998           | 48° 04′ 16″ nord, 0° 45′ 57″ ouest | Image manquante                                          |
| Équinoxe                                       | Louis Derbré                    | Avenue Robert-Buron                                                       |                                                                       | Décembre 1992  | 48° 04′ 27″ nord, 0° 45′ 44″ ouest | Image manquante                                          |
| La Harpe                                       | Algasco                         | Rue Échelle-Marteau                                                       |                                                                       | 1998           | 48° 04′ 07″ nord, 0° 46′ 06″ ouest | Image manquante                                          |
| L'Envol                                        | Del'Aune                        | Boulevard des Tisserands                                                  |                                                                       | À déterminer   | 48° 03′ 43″ nord, 0° 45′ 31″ ouest | Image manquante                                          |
| Cheval                                         | Louis Derbré                    | Rue Albert-Einstein                                                       |                                                                       | 1998           | 48° 03′ 16″ nord, 0° 44′ 30″ ouest | Image manquante                                          |
| François Pyrard de Laval                       | Del'Aune                        | Voie verte du chemin de halage de la Mayenne, quai d'Avesnières           | Représente François Pyrard.                                           | 2002           | 48° 03′ 40″ nord, 0° 45′ 51″ ouest | Image manquante                                          |
| LC4                                            | Alexandre Sokolovsky            | Sur le giratoire du boulevard Frédéric-Chaplet avec la rue du Haut-Rocher |                                                                       | Mars 2000      | 48° 03′ 56″ nord, 0° 46′ 57″ ouest | Image manquante                                          |
| La Rencontre                                   | Louis Derbré                    | Sur le parvis de la bibliothèque Albert-Legendre, rue du Docteur-Ferron   |                                                                       | 1965           | 48° 03′ 55″ nord, 0° 46′ 21″ ouest | Image manquante                                          |
| Alain Gerbault                                 | Jan Martel                      | Dans le jardin du musée des Sciences                                      | Représente Alain Gerbault.                                            | À déterminer   | 48° 03′ 56″ nord, 0° 46′ 14″ ouest | Image manquante                                          |
| Bison assailli par un jaguar                   | Georges Gardet                  | Perron du musée des Sciences                                              |                                                                       | 1892           | 48° 03′ 57″ nord, 0° 46′ 14″ ouest | Le jaguar et le bison                                    |
| Tigre attaquant une tortue                     | Georges Gardet                  | Perron du musée des Sciences                                              |                                                                       | 1892           | 48° 03′ 57″ nord, 0° 46′ 14″ ouest | Le tigre et la tortue                                    |
| Statue de Psyché                               | Hubert Lavigne                  | Dans le jardin de la Perrine                                              |                                                                       | 1870           | 48° 03′ 57″ nord, 0° 46′ 14″ ouest | Statue de Psyché                                         |
| Sans titre                                     | À déterminer                    | Dans la roseraie du jardin de la Perrine                                  | Don de Raymond Malin.                                                 | À déterminer   | 48° 04′ 00″ nord, 0° 46′ 11″ ouest | Image manquante                                          |
| Jeanne d'Arc invoquant le ciel avant le combat | Roger-Louis Roussel de Préville | Dans la place Hardy-de-Lévaré                                             | Représente Jeanne d'Arc.                                              | 1911           | 48° 04′ 03″ nord, 0° 46′ 27″ ouest | Statue de Jeanne d'Arc invoquant le ciel avant le combat |
| Sans titre                                     | Bertrand Gobron                 | Rue du Pin-Doré                                                           |                                                                       | 1991           | 48° 04′ 06″ nord, 0° 46′ 21″ ouest | Image manquante                                          |
| L'ami des artistes                             | Émile Gilioli                   | Dans la cour du château de Laval                                          | Hommage à Robert Buron. Fonderie Susse, Paris                         | À déterminer   | 48° 04′ 06″ nord, 0° 46′ 17″ ouest | Image manquante                                          |
| Statue de Béatrix de Gâvre,                    | Paul Loiseau-Rousseau           | Dans la cour du château de Laval                                          | Représente Béatrix de Gâvre.                                          | 1907           | 48° 04′ 07″ nord, 0° 46′ 16″ ouest | Statue de Béatrix de Gâvre                               |
| La nymphe rustique                             | À déterminer                    | Dans le parc du lycée Douanier-Rousseau                                   |                                                                       | À déterminer   | 48° 04′ 19″ nord, 0° 45′ 40″ ouest | La nymphe rustique                                       |
| Ubu Roi                                        | Del'Aune                        | Sur le parvis des Droits-de-l'Homme, rue Souchu-Servinière                | Représente Ubu.                                                       | 1998           | 48° 04′ 13″ nord, 0° 46′ 26″ ouest | Image manquante                                          |
| Statue d'Alfred Jarry                          | Ossip Zadkine                   | Sur le parvis des droits de l'homme                                       | Représente Alfred Jarry. Érigée en 1968 sur la place Hardy de Lévaré. | À déterminer   | 48° 04′ 14″ nord, 0° 46′ 26″ ouest | Image manquante                                          |
| Buste de Robert Buron                          | Louis Derbré                    | Sur la place du 11-Novembre                                               | Représente Robert Buron.                                              | 1987           | 48° 04′ 15″ nord, 0° 46′ 21″ ouest | Image manquante                                          |
| Sans titre                                     | André Sablé                     | Sur la place de la Commune                                                | Germination d'un grain de blé                                         | 1979           | 48° 03′ 41″ nord, 0° 47′ 30″ ouest | Image manquante                                          |
| Le Zoom                                        | Louis Derbré                    | Boulevard Arago                                                           |                                                                       | 1993           | 48° 05′ 30″ nord, 0° 44′ 57″ ouest | Image manquante                                          |
| Statue d'Ambroise Paré,                        | Pierre-Jean David d'Angers      | Sur la place du 11-Novembre                                               | Représente Ambroise Paré.                                             | 1840           | 48° 04′ 15″ nord, 0° 46′ 23″ ouest | Statue d'Ambroise Paré                                   |
| Hommage à Ambroise Paré                        | À déterminer                    | Dans le jardin de la Perrine                                              |                                                                       | À déterminer   | 48° 03′ 55″ nord, 0° 46′ 08″ ouest | Image manquante                                          |
| Sans titre (Prismes)                           | Karim Ould                      | Sur la place de la Gare                                                   |                                                                       | 2 juillet 2019 | 48° 04′ 33″ nord, 0° 45′ 40″ ouest | Image manquante                                          |
| Le Douanier Rousseau                           | Del'Aune                        | À déterminer                                                              |                                                                       | À déterminer   | 48° 04′ 07″ nord, 0° 46′ 15″ ouest | Image manquante                                          |

### Monuments aux morts
| Œuvre                                       | Auteur         | Localisation                                                               | Notes                        | Installation | Coordonnées                        | Illustration    |
| ------------------------------------------- | -------------- | -------------------------------------------------------------------------- | ---------------------------- | ------------ | ---------------------------------- | --------------- |
| Monuments aux morts de la Grande Guerre,    | Albert Bourget | Initialement dans le square Maréchal-Foch. Désormais Place du 18-Juin-1940 | Architecte Hyacinthe Perrin. | 1923         | 48° 04′ 13″ nord, 0° 46′ 26″ ouest | Image manquante |
| Hommage du personnel des P.T.T. à ses morts | À déterminer   | Sur la place Pierre-Mendès-France                                          |                              | À déterminer | 48° 03′ 51″ nord, 0° 46′ 41″ ouest | Image manquante |

### Fontaines
| Œuvre            | Auteur                  | Localisation                            | Notes | Installation | Coordonnées                        | Illustration    |
| ---------------- | ----------------------- | --------------------------------------- | ----- | ------------ | ---------------------------------- | --------------- |
| L'Île            | Robert Lerivrain        | Dans le jardin de la Perrine            |       | 1993         | 48° 03′ 58″ nord, 0° 46′ 12″ ouest | L'Île           |
| Fontaine Wallace | Charles-Auguste Lebourg | Rue du Vieux-Saint-Louis                |       | À déterminer | 48° 04′ 41″ nord, 0° 46′ 15″ ouest | Image manquante |
| Fontaine         | À déterminer            | Sur la place Madeleine-Laurain-Portemer |       | À déterminer | 48° 03′ 52″ nord, 0° 46′ 47″ ouest | Image manquante |
| Bassin-fontaine  | À déterminer            | Sur la place du 11-Novembre             |       | 1976         | 48° 04′ 15″ nord, 0° 46′ 22″ ouest | Bassin-fontaine |